# Портулак огородный
Портула́к огоро́дный (лат. Portúlaca olerácea) — растение семейства Портулаковые, вид рода Портулак, типовой вид этого рода. Видовой эпитет oleraceus (ж.р. oleracea) в переводе с латинского означает «овощной, травянистый».

## Распространение и экология
Евроазиатский неморальный вид. Растёт на влажных песчаных местах, по берегам рек, в садах, на огородах, полях, около жилья.
Родина неизвестна; растение происходит из тропических областей Восточного полушария; в настоящее время распространилось во многих регионах земного шара с тёплым климатом. На территории России произрастает в европейской части, на Кавказе и Дальнем Востоке. Статус вида в Северной Америке неясен. Его часто считают экзотическим сорняком, но есть свидетельства того, что этот вид присутствовал в отложениях озера Кроуфорд (Онтарио) в 1350—1539 годах. Предполагается, что он достиг Северной Америки в доколумбову эпоху. Учёные предполагают, что растение уже употребляли в пищу коренные американцы, которые распространяли его семена. Как он попал в Америку, пока неизвестно.

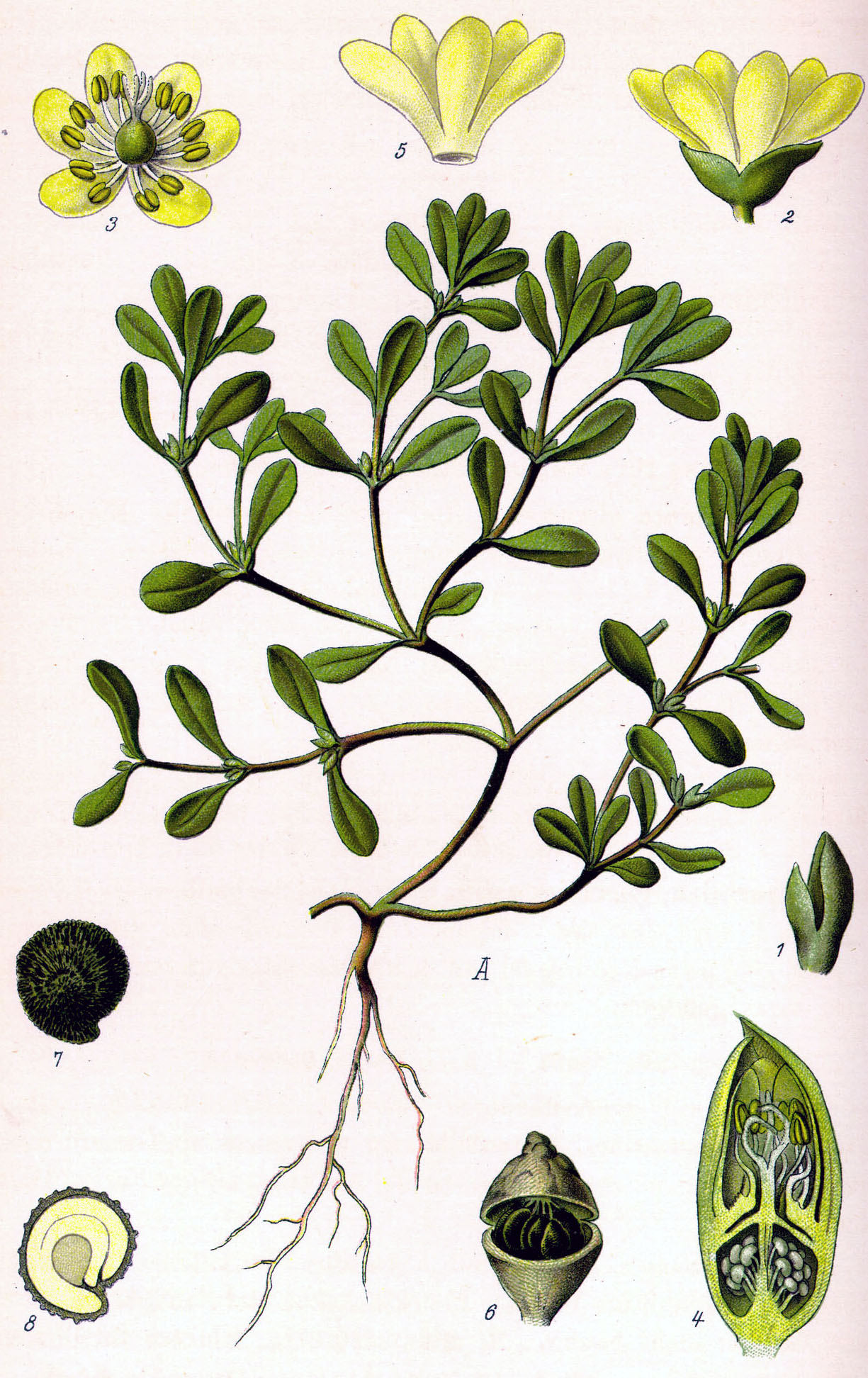
Портулак огородный.

## Ботаническое описание

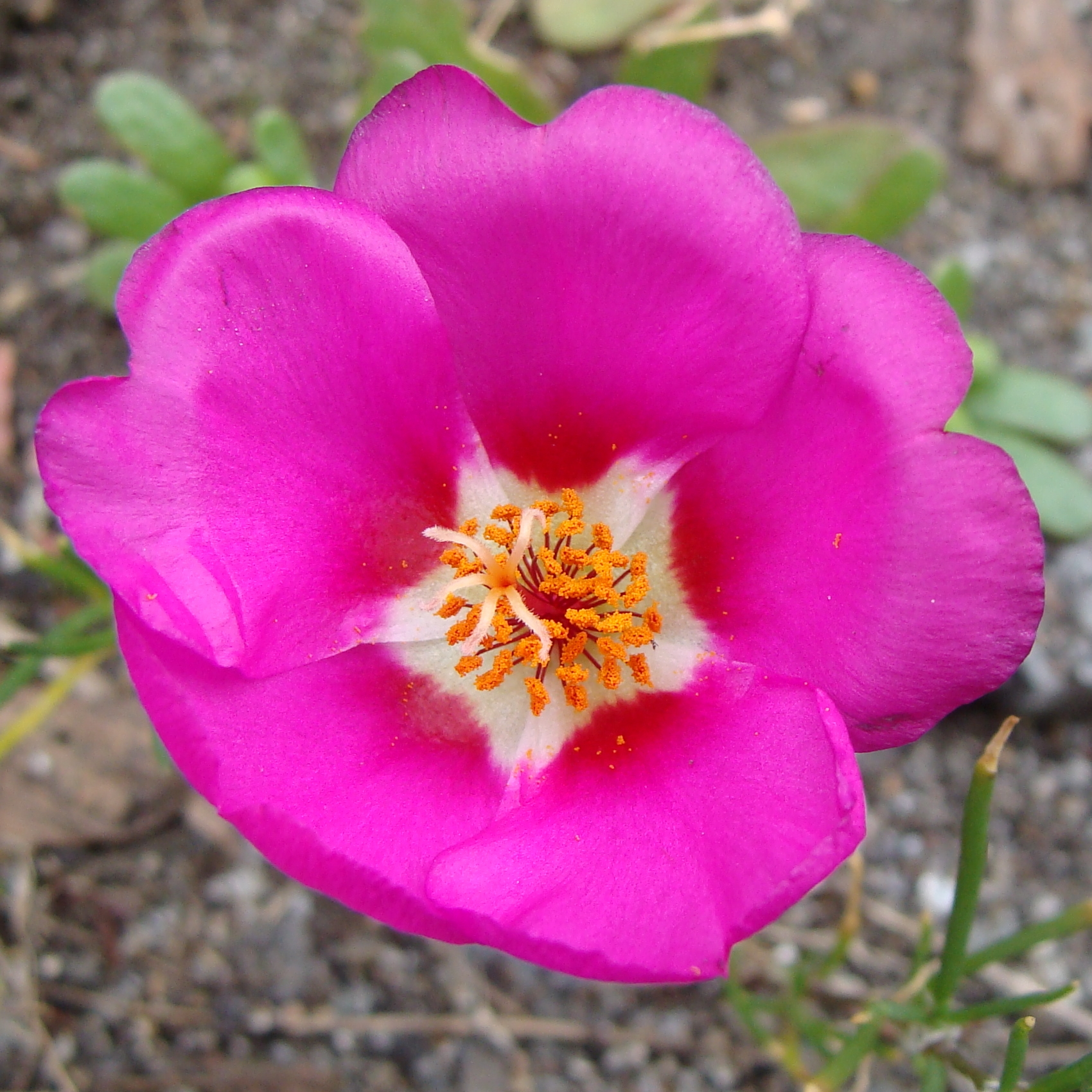
Цветок портулака огородного (декоративная форма — крупноцветковый)

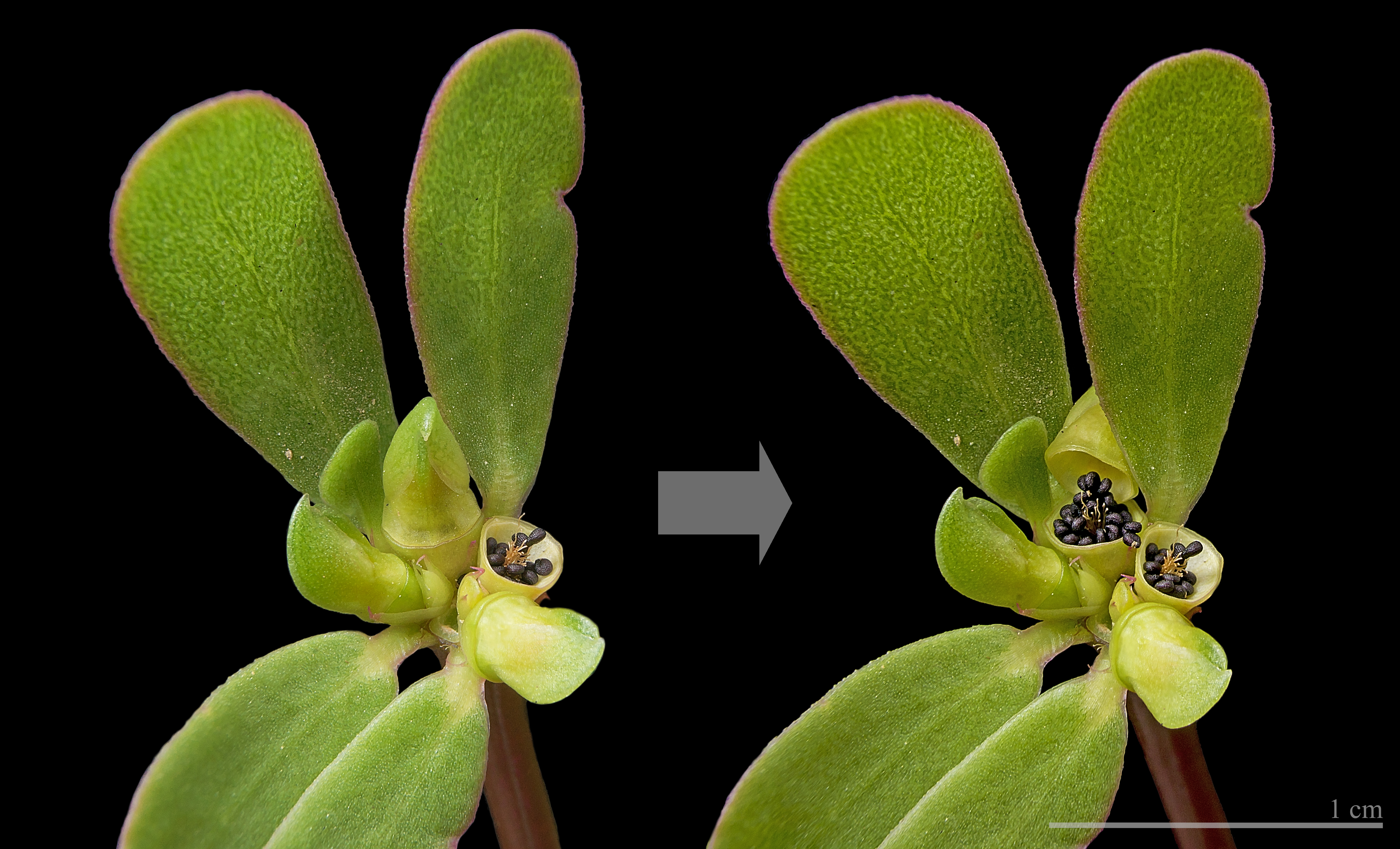
Крыночки и семена в раскрывшихся крыночках

Портулак огородный — однолетнее травянистое суккулентное растение.
Стебель лежачий, гладкий, красноватый, длиной 10—30 см (до 40 см), от основания разветвлённый; способен переносить засуху.
Листья сидячие, мясистые, клиновидно-обратнояйцевидные, продолговато-клиновидные, лопатковидные, тупые; нижние листья расположены спирально, верхние — супротивные.
Цветки мелкие, жёлтые, сидячие, собраны пучками по два — три в разветвлениях стебля или в пазухах листьев.
Плод — яйцевидная или шаровидная коробочка, раскрывающаяся поперечной трещиной. Такая разновидность коробочки называется крыночкой:94.
Цветёт в июне — августе. Плоды созревают в сентябре.
Семена небольших размеров, формируются в коробочке, которая раскрывается, когда семена созреют.

## Химический состав
Надземная часть портулака содержит белки, сахара, микроэлементы (цинк, медь, марганец, никель, железо), макроэлементы (кальций, магний, натрий, калий), органические кислоты, алкалоиды, сапонины и другие гликозиды, норадреналин, значительные количества витаминов — каротина, токоферола, аскорбиновой кислоты (до 0,3 %), никотиновой кислоты и филлохинона, слизистые и смолистые вещества. семена — жирное масло, включающее линолевую, олеиновую, пальмитиновую и другие жирные кислоты. Портулак содержит очень высокую концентрацию альфа- и гамма-линоленовых кислот — в несколько раз больше, чем шпинат.
По одному химическому анализу в абсолютно сухом состоянии содержалось: азотистых веществ, преимущественно белка 33,4 %, жира 6,3 %, БЭВ 27,3 %, клетчатки 11,8 %, золы 21,2 %.
Поскольку портулак содержит множество важных с медицинской точки зрения фитохимических веществ, он является перспективным с медицинской точки зрения растением. Во многих научных исследованиях выявлены его противовоспалительное, противодиабетическое, противоопухолевое, гепатопротекторное, противораковое, антиоксидантное, противобессонное, обезболивающее, гастропротекторное, нейропротекторное, ранозаживляющее, и антисептическое действие, а также способность расслаблять спазмы скелетных мышц.

## Значение и применение

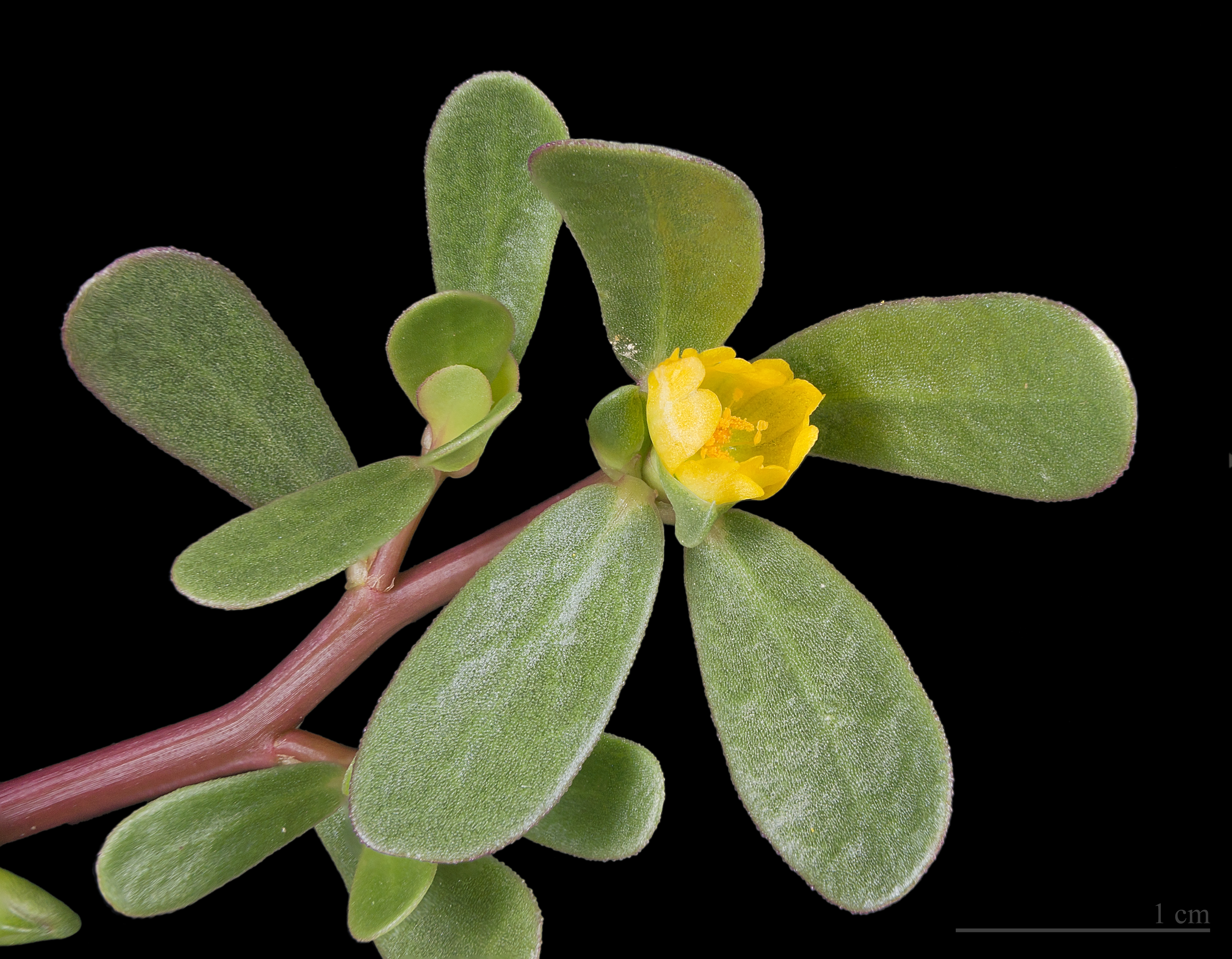
Листья портулака огородного

### В кулинарии
Молодые листья и стебли используют в пищу сырыми и варёными. Из них готовят острые салаты, супы, пюре, приправы к мясным блюдам. На зиму солят и маринуют, используя в качестве заменителя каперсов. Особой популярностью зелень портулака пользуется с давних пор у населения Закавказья, Средней Азии, в странах Средиземноморья.
Портулак можно есть как листовой овощ. Английский историк Уильям Коббетт отмечал, что его «ели французы, когда они не могли ничего другого. Используют его в салате, то есть в сыром виде». Портулак имеет слегка кисловатый и солёный вкус и употребляется в пищу на большей части территории Европы, Ближнего Востока, Азии и Мексики.

### Прочее
Культурные декоративные формы портулака огородного разводят в цветниках.
Данные о поедаемости сельскохозяйственными животными противоречивы. В народной медицине применялся при болезнях почек, печени и мочевого пузыря. Плиний Старший советовал носить растение как амулет для изгнания всякого зла (Естественная история 20.210).

## Таксономия
Portulaca oleracea L., Sp. Pl. 445. 1753.
Портулак огородный входит в род Портулак (Portulaca) семейства Портулаковые (Portulacaceae) порядка Гвоздичноцветные (Caryophyllales).
|  |                                      |  |                                                             |                                                             |                        |  | ещё 28 семейств (согласно Системе APG II) | ещё 28 семейств (согласно Системе APG II) |                        |  |  |  | ещё около 100 видов |
|  |                                      |  |                                                             |                                                             |                        |  | ещё 28 семейств (согласно Системе APG II) | ещё 28 семейств (согласно Системе APG II) |                        |  |  |  | ещё около 100 видов |
|  |                                      |  |                                                             | порядок Гвоздичноцветные                                    |                        |  |                                           |                                           | род Портулак           |  |  |  |                     |
|  |                                      |  |                                                             | порядок Гвоздичноцветные                                    |                        |  |                                           |                                           | род Портулак           |  |  |  |                     |
|  | отдел Цветковые, или Покрытосеменные |  |                                                             |                                                             | семейство Портулаковые |  |                                           |                                           | вид Портулак огородный |  |  |  |                     |
|  | отдел Цветковые, или Покрытосеменные |  |                                                             |                                                             | семейство Портулаковые |  |                                           |                                           |                        |  |  |  |                     |
|  |                                      |  | ещё 44 порядка цветковых растений (согласно Системе APG II) | ещё 44 порядка цветковых растений (согласно Системе APG II) |                        |  |                                           | ещё около 25 родов                        | ещё около 25 родов     |  |  |  |                     |
|  |                                      |  |                                                             | ещё 44 порядка цветковых растений (согласно Системе APG II) |                        |  |                                           |                                           | ещё около 25 родов     |  |  |  |                     |

### Синонимы
- Portulaca consanguinea Schltdl.
- Portulaca fosbergii  Poelln.
- Portulaca fosbergii var. major Poelln.
- Portulaca hortensis  Rupr.
- Portulaca intermedia  Link ex Schltdl.
- Portulaca latifolia  Hornem.
- Portulaca marginata  Kunth
- Portulaca neglecta  Mack. & Bush
- Portulaca officinarum  Crantz
- Portulaca olitoria  Pall.
- Portulaca parvifolia  Haw.
- Portulaca pilosa var. marginata (Kunth) Kuntze
- Portulaca retusa  Engelm.
- Portulaca sativa  Haw.
- Portulaca stellata  (Danin & H.G.Baker) Ricceri & Arrigoni
- Portulaca suffruticosa  Thwaites
- Portulaca sylvestris  Garsault
- Portulaca sylvestris  Montandon